# Атертон (Квинсленд)
А́тертон (англ. Atherton) — город в северо-восточной части австралийского штата Квинсленд. Население города по оценкам на 2006 год составляло примерно 5 800 человек, ежегодно увеличиваясь на 1,9 %. Атертон — второй, по населению, город района Тейбллендс (англ. Tablelands), после Мариба (англ. Mareeba). Население всего района Тейбллендс — 45 300 человек (2008 год). Ближайший крупный город — Кэрнс (расположен в 50 километрах на северо-востоке).

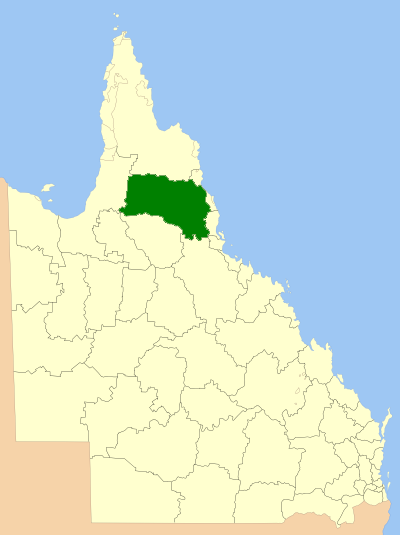
Расположение района

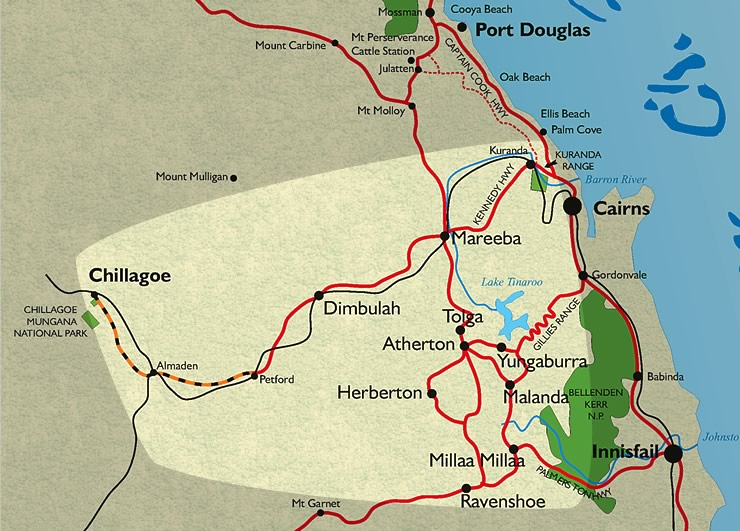
Карта района Тейбллендс

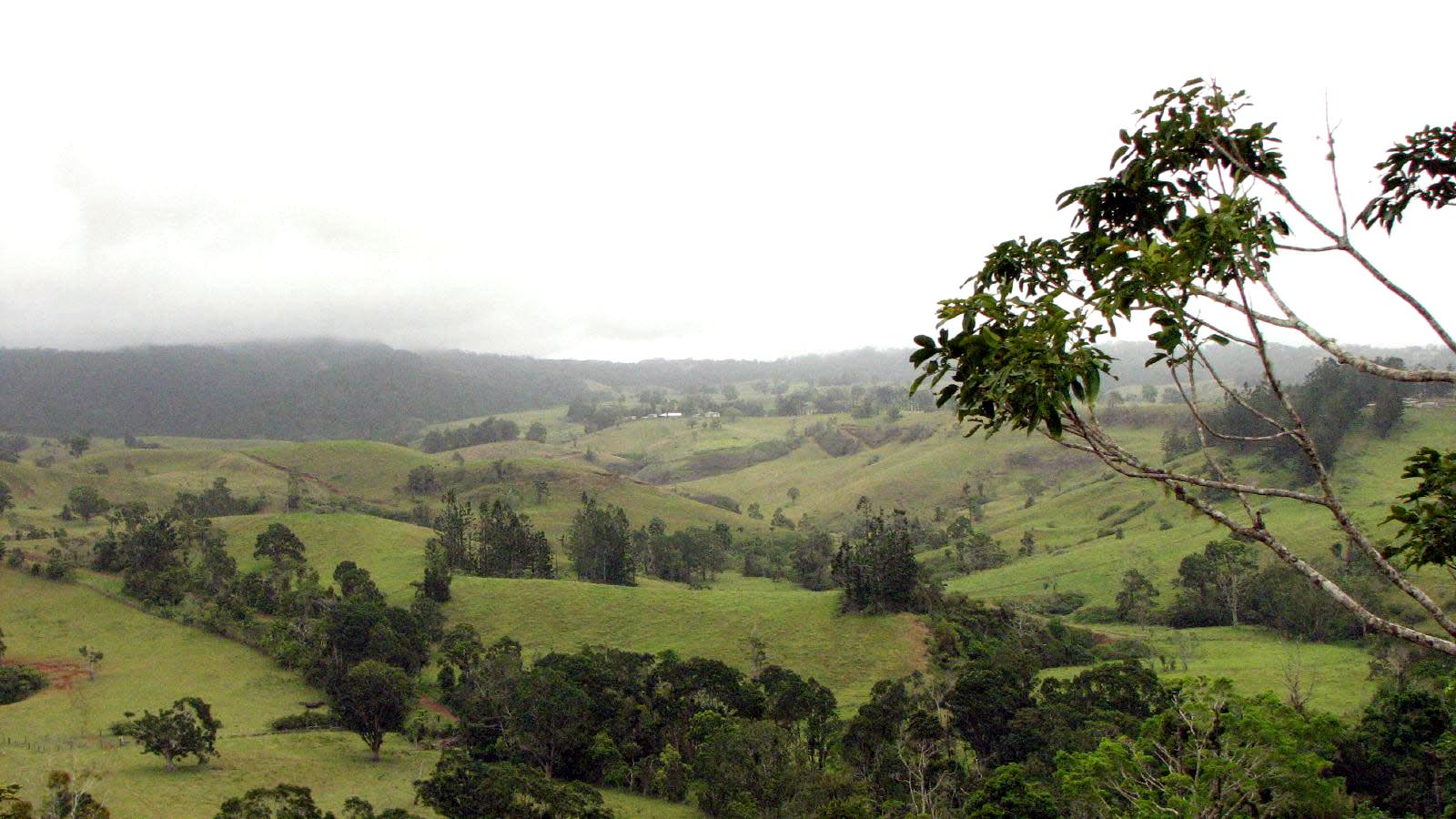
Холмы, плато Атертон

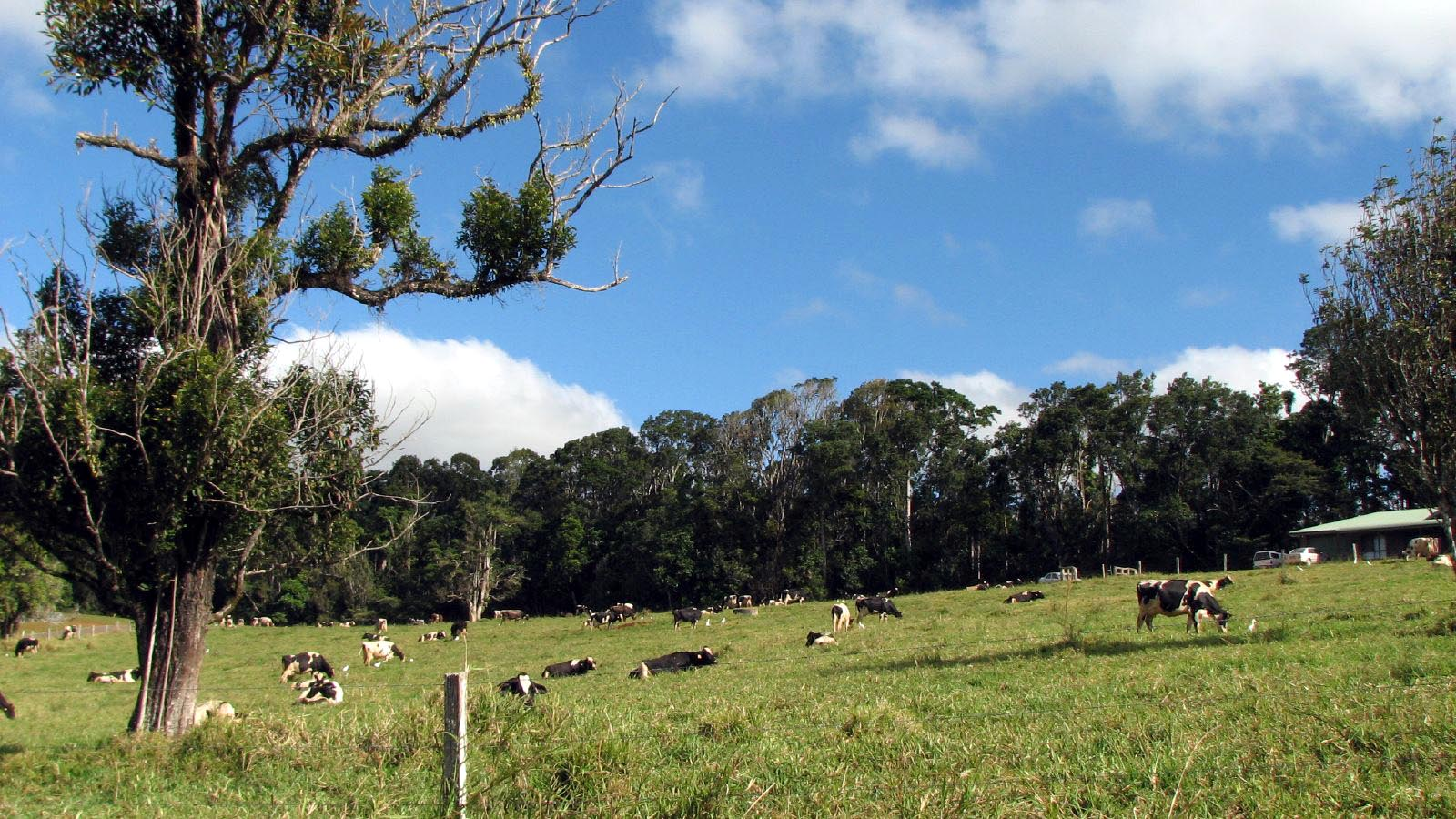
Стадо коров, плато Атертон

## География
Атертон расположен в юго-восточной части полуострова Кейп-Йорк, на восточном краю плато Атертон, средняя высота которого составляет 700 метров над уровнем моря. Между плато и прибрежным районом Кэрнс расположена горная гряда, высота отдельных пиков которой достигает 1500 метров, так например высота горы Бертл-Фрир (англ. Mount Bartle Frere) равна 1622 метра. Эта гряда играет важную роль в распределении климатических зон данного региона. С западной стороны, район Тэйбллендс (на плато Атертон) — субтропический климат, с восточной стороны, Кэрнс — тропический климат.
Атертон расположен на склоне потухшего вулкана, который называют Ха́лоренс (англ. Hallorans Hill). Город окружён плодородными вулканическими почвами, на которых раньше росли густые влажные тропические леса. До сих пор здесь сохранились участки лесов из ценных лиственных пород. Однако большая их часть вырублена, расчищенные земли используются под молочное животноводство и земледелие. Многие холмы плато являются потухшими вулканами, встречаются кратерные озёра и небольшие горные речки.

## История

### История освоения
До прихода европейцев в районе Атертона традиционно проживали австралийские аборигены. Появление в регионе европейцев привело к резкому сокращению численности коренного населения, большая часть которого умерла от завезённых болезней или была убита.
Европейцы начали заселять плато Атертон после открытия крупных месторождений золота в районах рек Палмер (англ. Palmer River) — 1873 год, Ходкинсон (англ. Hodgkinson River) — 1876 год, и олова на реке Херберт (англ. Herbert River) — 1875 год. Кэрнс был основан в 1876 году, как сервисный город-порт, для обслуживания старателей.
Правительство Квинсленда стало активно продавать плодородные земли, в восточной части плато, всем желающим заниматься скотоводством и земледелием. Атертон был основан как центр фермерских общин района и назван в честь одного из первых исследователей плато — Джона Атертона. Поселение официально стало городом уже в 1886 году.
Одними из первых иностранных поселенцев на плато стали китайцы, которые считаются пионерами сельского хозяйства в Северном Квинсленде. Они основали собственный Чайнатаун в Атертоне, в котором в начале XX века проживало свыше 1000 человек. Вплоть до 1919 года китайцы выращивали до 80 % всей кукурузы в регионе.

### Русская община
Николай Дмитриевич Ильин (1852—1922), его жена Александра и их взрослые дети Леандро, Ромелио и Ариадна приехали в Брисбен в сентябре 1910 года. Именно в этом году началась массовая русская эмиграция в Австралию. «Далеко, очень далеко Австралия от русского человека, а все же он её нашёл, — писал Николай. — Каждый японский пароход привозит в восточно-портовые города этой страны по несколько десятков наших земляков, прибывающих сюда из Сибири». Вместе с другими русскими эмигрантами Николай Ильин решил основать русскую колонию на тропическом севере Квинсленда. Через шесть месяцев после основания колонии, 15 марта 1911 года, он писал: «Я сделал всё, что мог, чтобы привлечь моих соотечественников поселиться по-соседству со мной, и в результате 11 участков земли в Гадгарре (рядом с местом современного города Атертон) уже заняты русскими».

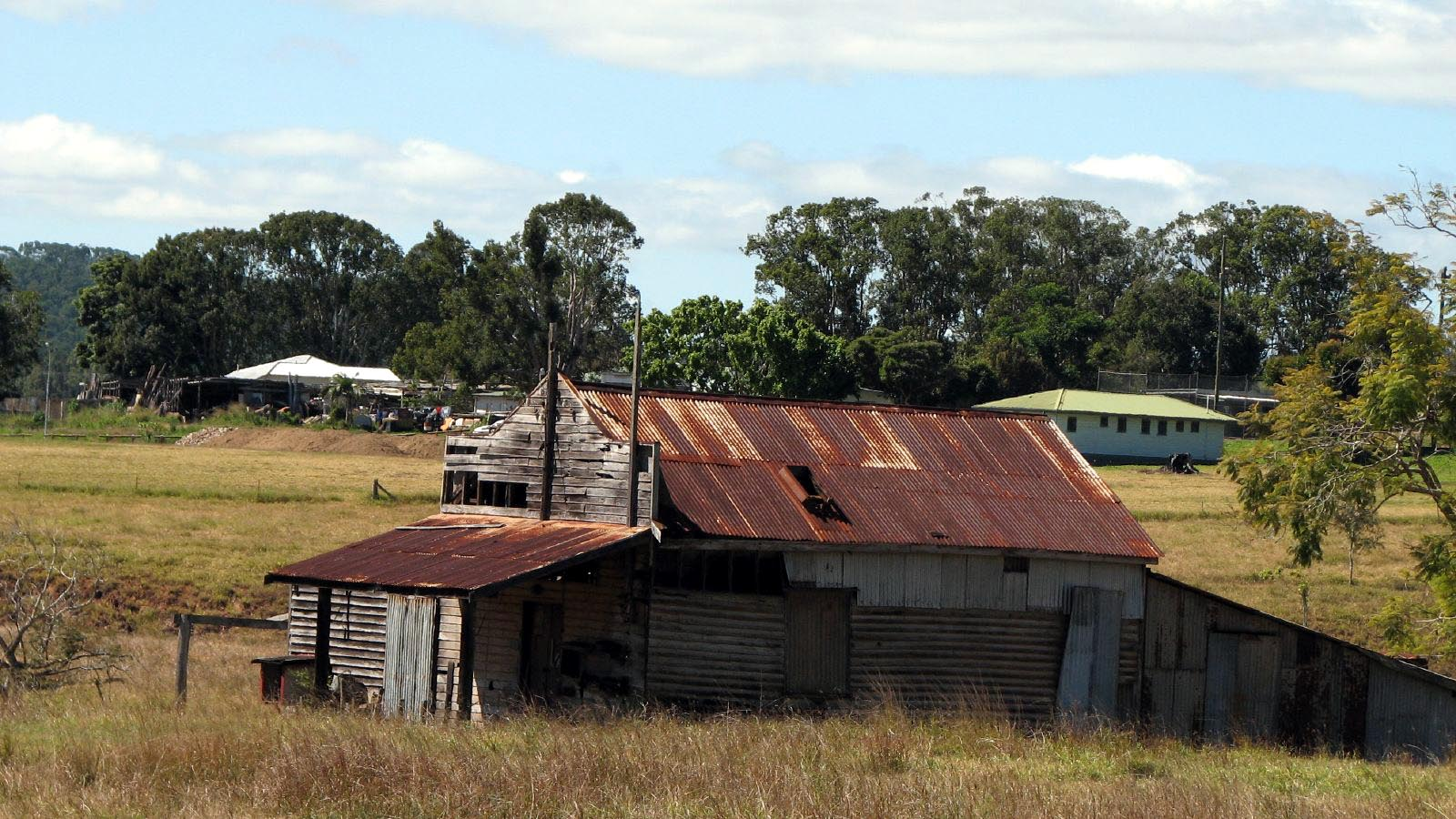
Сельские пейзажи плато Атертон
напоминают равнину центральной России

Землю приходилось расчищать от «дремучего, векового», как выразился Николай, тропического леса. Срубленный лес сжигали, а землю засевали травами. На пастбищах разводили коров, молочные продукты сдавали в Меланду (ближайший посёлок). У многих семей были свои огороды и сады. Местность Гадгарра, где расселились русские, стали называть «Маленькой Сибирью». До сих пор там сохранились русские топонимы: «дорога Гадалова» и «холм Ламина». Здесь, в 1916 году, родился будущий лауреат Нобелевской премии по физике академик Александр Михайлович Прохоров.
Русские поселенцы выстраивали нейтральные или доброжелательные отношения с аборигенами. Например, в 1915 году Леандро Ильин женился на Китти — аборигенке из племени нгаджан. Это был поступок, на который среди европейцев решались единицы. Их пятеро детей, которых Леандро вырастил сам, после трагической смерти Китти, стали основателями целого клана «русских аборигенов», который сейчас насчитывает более 200 человек. Он, один из немногих европейцев, неустанно требовал от властей справедливости для «своего темнокожего брата», как он сам называл аборигенов в письме в газету ещё в 1925 году. Многие члены его семьи продолжили эту традицию и стали у истоков борьбы за права коренного населения.

### Современный период
В настоящее время Атертон является туристическим и сельскохозяйственным центром. Иностранные туристы приезжают из Кэрнса посмотреть на уникальную флору плато, на горные реки и водопады, на кратерные озёра и на холмы потухших вулканов. В городе есть свой центральный деловой район, большой торговый центр, Макдоналдс. Развита и сфера услуг, есть гостиницы, пабы и рестораны. По всей территории города разбито множество парков. На землях вокруг города занимаются молочным животноводством и выращивают различные культуры, включая сахарный тростник, картофель, кукурузу, ананасы, манго, авокадо, цитрусовые, папайю, землянику, арахис и орехи макадамии.
Небольшой район Меланда (англ. Malanda), расположенный в 15 километрах от Атертона является центром производства молока и сыра. В настоящее время производители молочных продуктов Меланды входят в состав крупнейшего и старейшего объединения производителей молочных продуктов Австралии — Dairy Farmers. Продукция поставляется на весь австралийский север, от Маккая на юге до Дарвина и Уэйпа на севере.

## Туризм

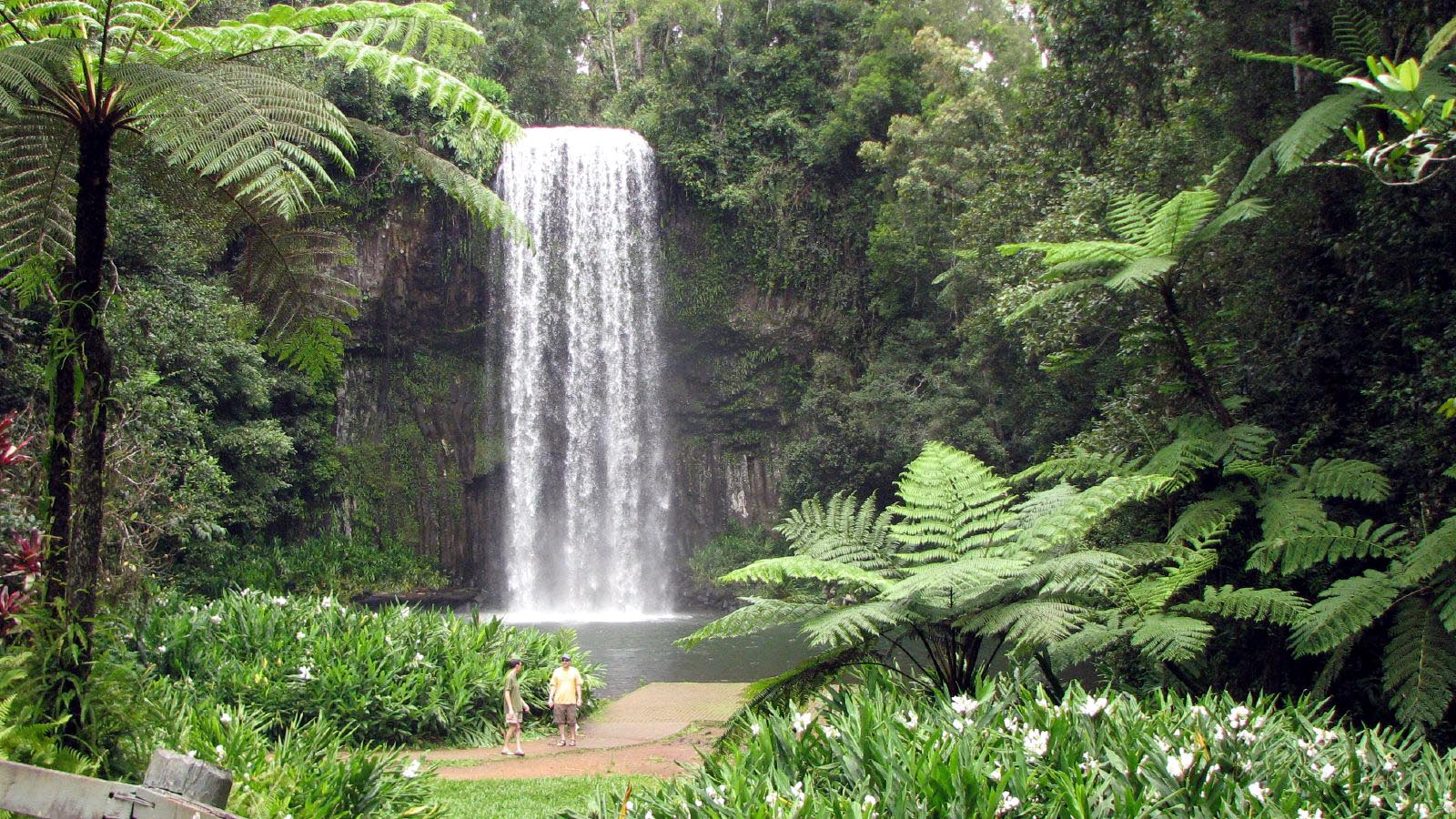
Водопад Милла-Милла, плато Атертон

В настоящее время сельское хозяйство и туризм — два главных источника дохода района. Согласно статистике район северного Квинсленда, куда входит и Атертон, по посещаемости иностранными туристами находится на четвёртом месте после Сиднея, Мельбурна и Брисбена. Туристы, приезжающие в Кэрнс, обязательно отправляются в экскурсионные поездки на плато Атертон, которое знаменито своими красивыми ландшафтами, озёрами в кратерах потухших вулканов, неповторимой флорой и фауной.
Со смотровой площадки потухшего вулкана Ха́лоренс, на склонах которого расположен Атертон, открывается впечатляющий вид на плато. Отсюда видны несколько небольших холмов, известные как «семь сестер» (англ. Seven Sisters), это вершины потухших вулканов. Небольшие кратерные озера, Беррин и Ичем используются туристами и местными жителями для купания и отдыха.

### Достопримечательности
- Тропический лес расположен на границе плато и прибрежной зоны. Здесь можно встретить очень необычные растения, например невероятно огромные деревья. К ним сделаны специальные подъезды для туристов, которые стараются сфотографироваться рядом с этими великанами. Одни из самых известных это Дерево-«собор» (англ. Cathedral Fig Tree) и Баньян-«занавес» (англ. Curtain Fig Tree). На сопроводительной табличке, рядом с Баньяном-«занавес», рассказывается 500-летняя история дерева, начиная с момента его рождения.
- Горные речки и водопады. Из-за неровного холмистого рельефа плато на всех речках района много порогов и водопадов. Подходы ко многим из них расчищены от леса и превращены в туристические аттракционы. Некоторые водопады отличаются удивительной красотой, как например водопад Милла-Милла (англ. Millaa Millaa), расположенный в 28 километрах южнее Атертона.
- Минералогический музей (англ. The Crystal Caves) расположен на главной улице города. В музее собраны кристаллы и окаменелости со всего мира. Павильоны музея это искусственно построенные туннели и пещеры, в которых размещены около 800 экспонатов. На входе посетителям выдают каску с фонариком и папку с описанием экспонатов. С помощью музыки и специальной подсветки в пещерах создается необычная атмосфера. Самостоятельная экскурсия занимает около часа.
- Железная дорога Атертон — Хербертон. Исторический поезд везет туристов по 44-х километровому пути из Атертона в Хербертон. Дорога проходит мимо старого китайского храма Хоу-Ван (англ. Hou Wang), на месте бывшей китайской общины, процветавшей здесь с 1880-х до середины 1900-х годов. Туристы остаются на обед в Хербертоне, где в 1875 году было найдено олово, после чего возвращаются обратно.

## Инфраструктура

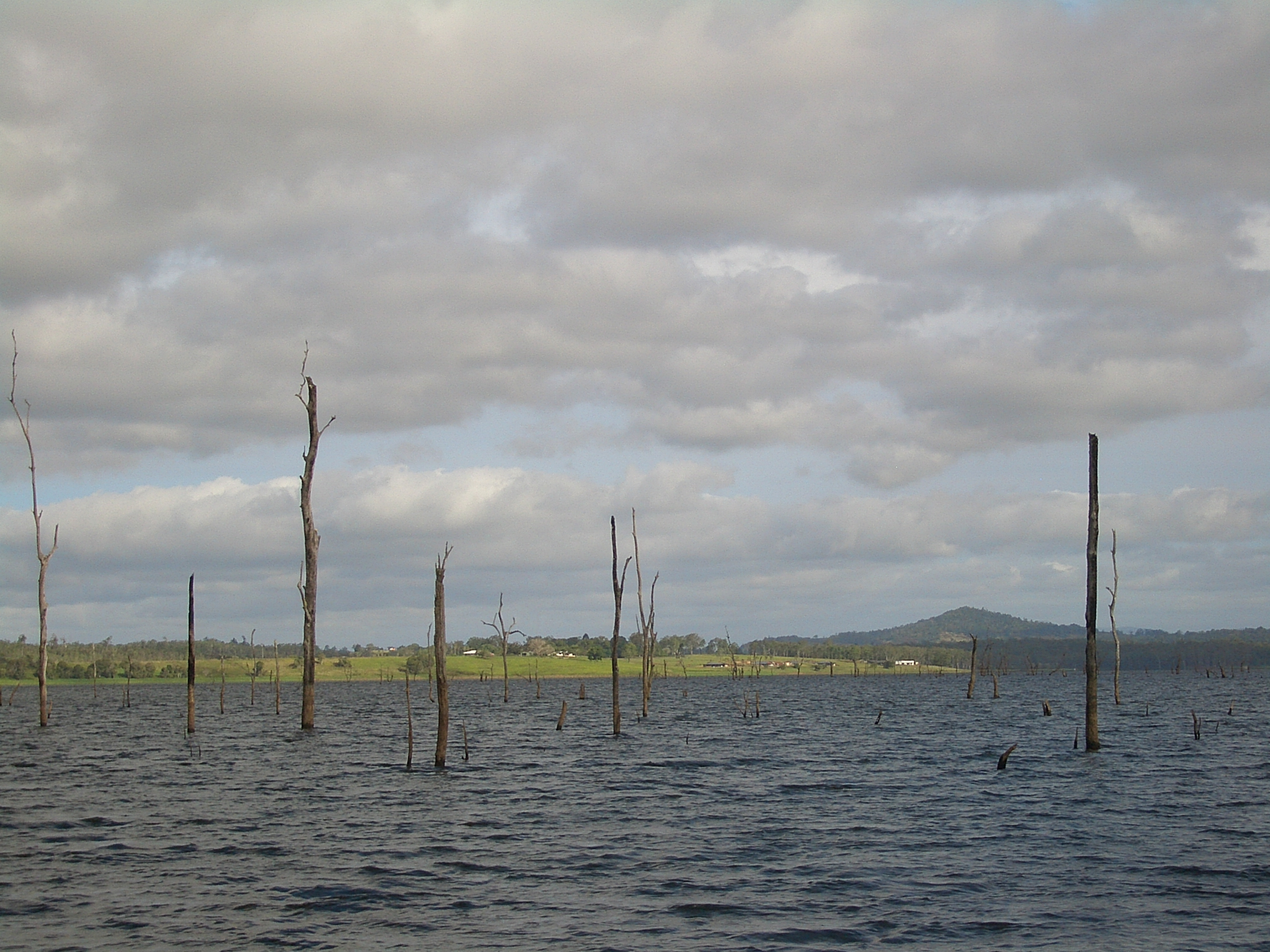
Верхушки деревьев затопленного леса,
озеро Тинару

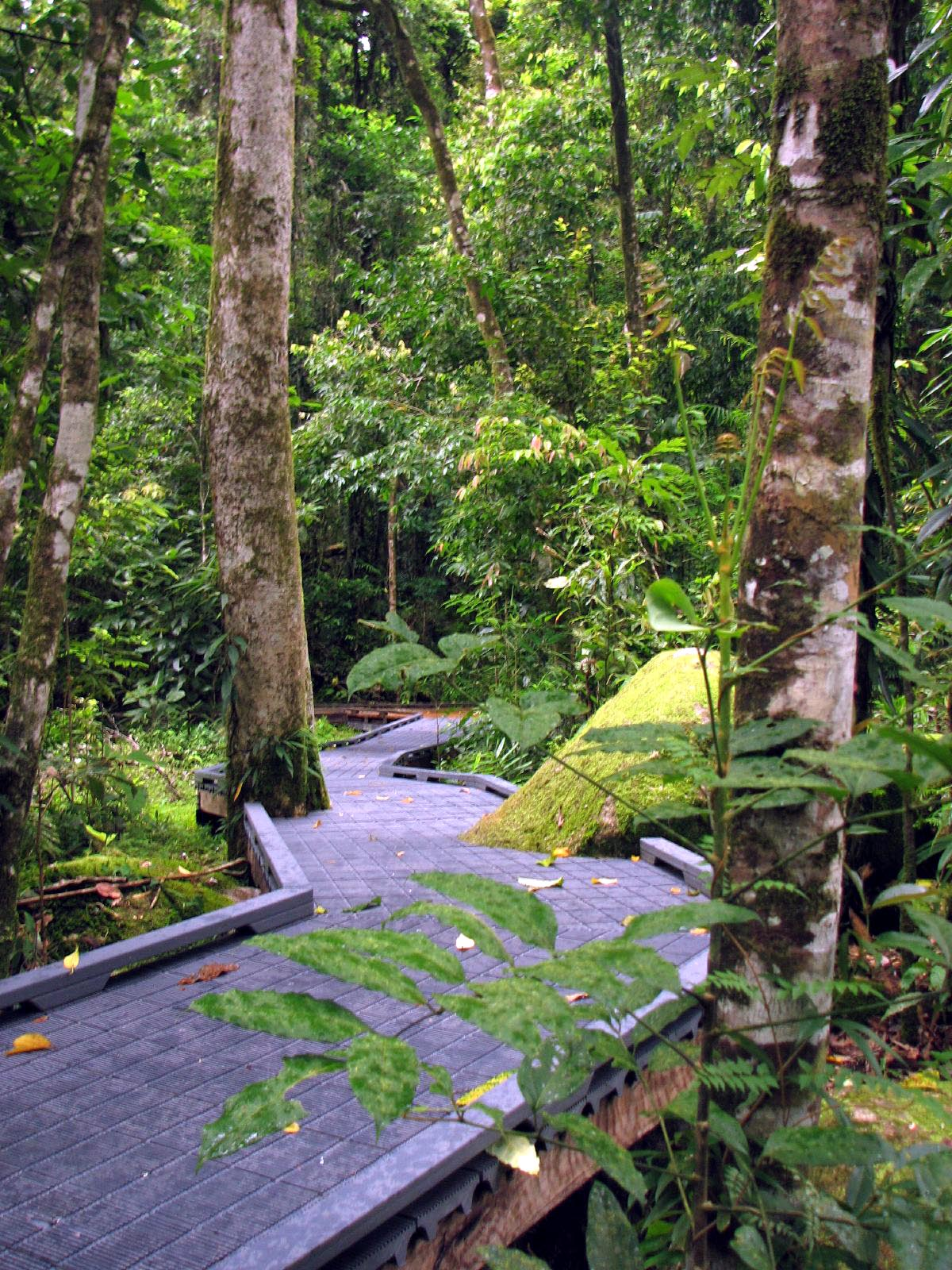
Тропа для пеших прогулок
по тропическому лесу

### Вода
Из-за отсутствия на всей территории Квинсленда крупных водохранилищ в различных районах штата бывают периоды, когда ощущается нехватка пресной воды. Несколько коротких, но полноводных рек и 1400 мм осадков в год позволяли району Тэйбллендс до недавнего времени избегать данных проблем. Интенсивно развивающееся сельское хозяйство и рост населения района стали причиной резкого увеличения расхода воды.
В 1958 году, c помощью плотины на реке Беррон (англ. Barron River), было создано искусственное водохранилище — озеро Тинару (англ. Tinaroo). Стоимость сооружения составила $12,6 миллионов. Высота стены плотины составляет 45,1 метров, образовавшееся озеро может вмещать до 439 миллионов м³ воды. На финальном этапе строительства плотины, когда основные работы были завершены, природа преподнесла строителям неожиданный «сюрприз». Ежегодный сезон дождей начался на несколько месяцев раньше обычного. Некоторые земляные работы не были закончены и не все жители были переселены из затопляемой зоны. Несколько больших строительных машин не успели поднять и они так и остались под водой, около стены плотины.
В настоящее время озеро является одним из излюбленных мест отдыха для местных жителей и туристов. Вокруг озера расположен национальный парк с тропическим лесом, в котором проложены маршруты для пеших прогулок. Озеро привлекает любителей рыбной ловли и водных видов спорта. Рядом расположены два небольших кратерных озера, Беррин (англ. Barrine) и Ичем (англ. Eacham).

### Энергетика
В 2004 году, за плотиной озера Тинару, была построена гидроэлектростанция (англ. Tinaroo Hydropower Station). Это небольшая современная электростанция, оснащенная одной турбиной, электрическая мощность — 1,6 МВт.

### Транспорт
Для жителей Кэрнса автотранспорт является основным видом транспорта. Ближайший крупный город — Кэрнс является ключевым транспортным узлом всего северного Квинсленда. В Кэрнсе расположен международный аэропорт, морской порт, проходит железнодорожная линия «Норт-Кост» (англ. North Coast railway line), можно воспользоваться услугами междугороднего автобусного сообщения.
Автомагистраль «Кеннеди» (англ. Kennedy) пересекает Атертон с севера на юг. В северном направлении, за городом Мариба, она переходит в дорогу «Пининсула-Дивелопментал» (англ. Peninsula Developmental), ведущую к самому северному и последнему крупному населённому пункту на восточном побережье Австралии — Куктауну. Продолжая двигаться по дороге Пининсула-Дивелопментал на северо-запад можно попасть в городок Уэйпа, на западном побережье полуострова Кейп-Йорк.
Общественный транспорт города включает автобусное сообщение между основными районами города, прибрежной зоной и соседними городами, круглосуточно работает такси.

## Климат
Атертон, по классификации Кёппена, расположен в зоне субтропического климата. Сезон дождей c тропическими муссонами длится с декабря по апрель, а относительно сухой сезон с мая по ноябрь.
Плато Атертон возвышается на 700 метров над уровнем моря и отделено от прибрежной зоны горной грядой. Благодаря этому здесь более сухой воздух и более низкие температуры, чем на побережье. В среднем, за год, в Атертоне выпадает около 1400 мм осадков, по сравнению с 2200-ми в «тропическом» Кэрнсе. Летом, в течение дня, температура редко превышает 30 °C, а к ночи снижается до 20 °C. В течение зимы дневная температура колеблется около 22 °C, средняя ночная температура около 10 °C.
| Показатель                                                              | Янв.  | Фев.  | Март  | Апр.  | Май  | Июнь | Июль | Авг. | Сен. | Окт. | Нояб. | Дек.  | Год    |
| ----------------------------------------------------------------------- | ----- | ----- | ----- | ----- | ---- | ---- | ---- | ---- | ---- | ---- | ----- | ----- | ------ |
| Средний суточный максимум, °C                                           | 28,4  | 27,8  | 26,4  | 25,0  | 23,4 | 21,5 | 21,4 | 22,4 | 25,6 | 27,5 | 28,7  | 29,0  | 25,6   |
| Средний суточный минимум, °C                                            | 18,8  | 19,3  | 18,3  | 16,7  | 14,0 | 12,8 | 10,2 | 11,1 | 12,6 | 15,2 | 16,7  | 18,3  | 15,3   |
| Норма осадков, мм                                                       | 235,1 | 332,8 | 224,7 | 118,7 | 59,6 | 40,1 | 42,2 | 34,5 | 19,2 | 35,4 | 69,5  | 153,2 | 1402,1 |
| Источник: http://www.bom.gov.au/climate/averages/tables/cw_031193.shtml |       |       |       |       |      |      |      |      |      |      |       |       |        |

## Известные уроженцы и жители
- В Атертоне родился нобелевский лауреат А. М. Прохоров (1916—2002).

## Галерея

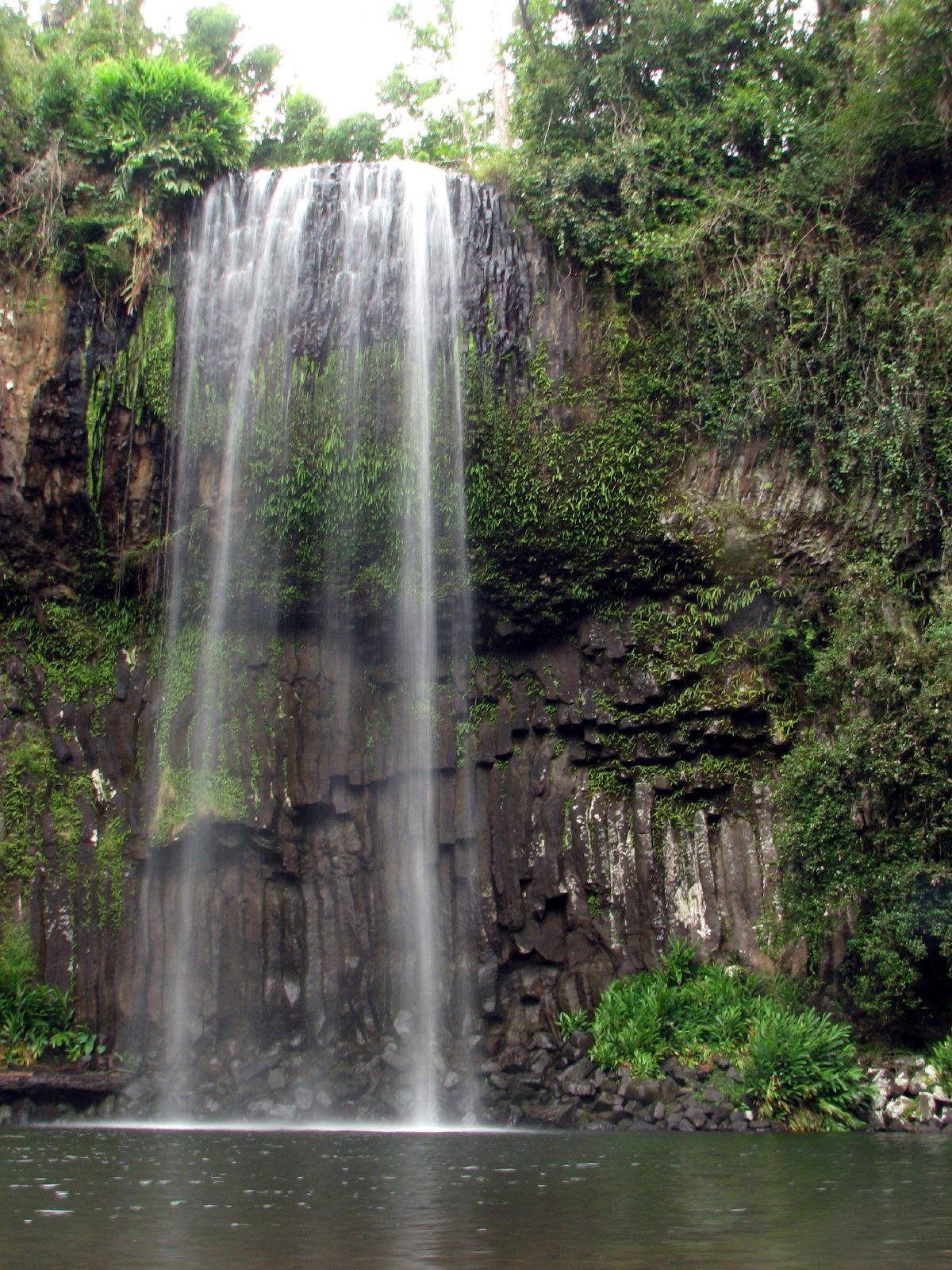
Водопад Милла-Милла, плато Атертон
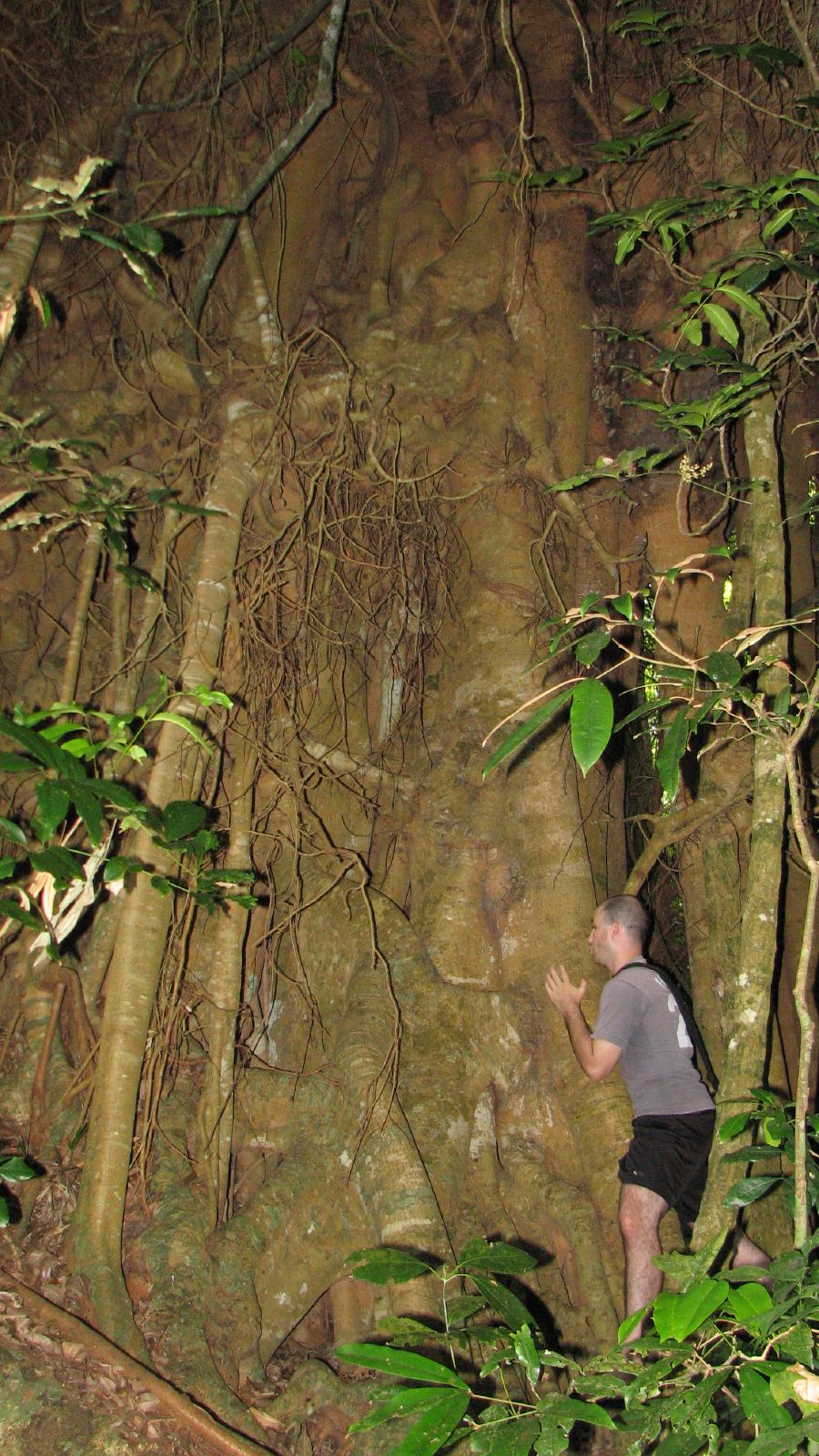
Огромное дерево, плато Атертон
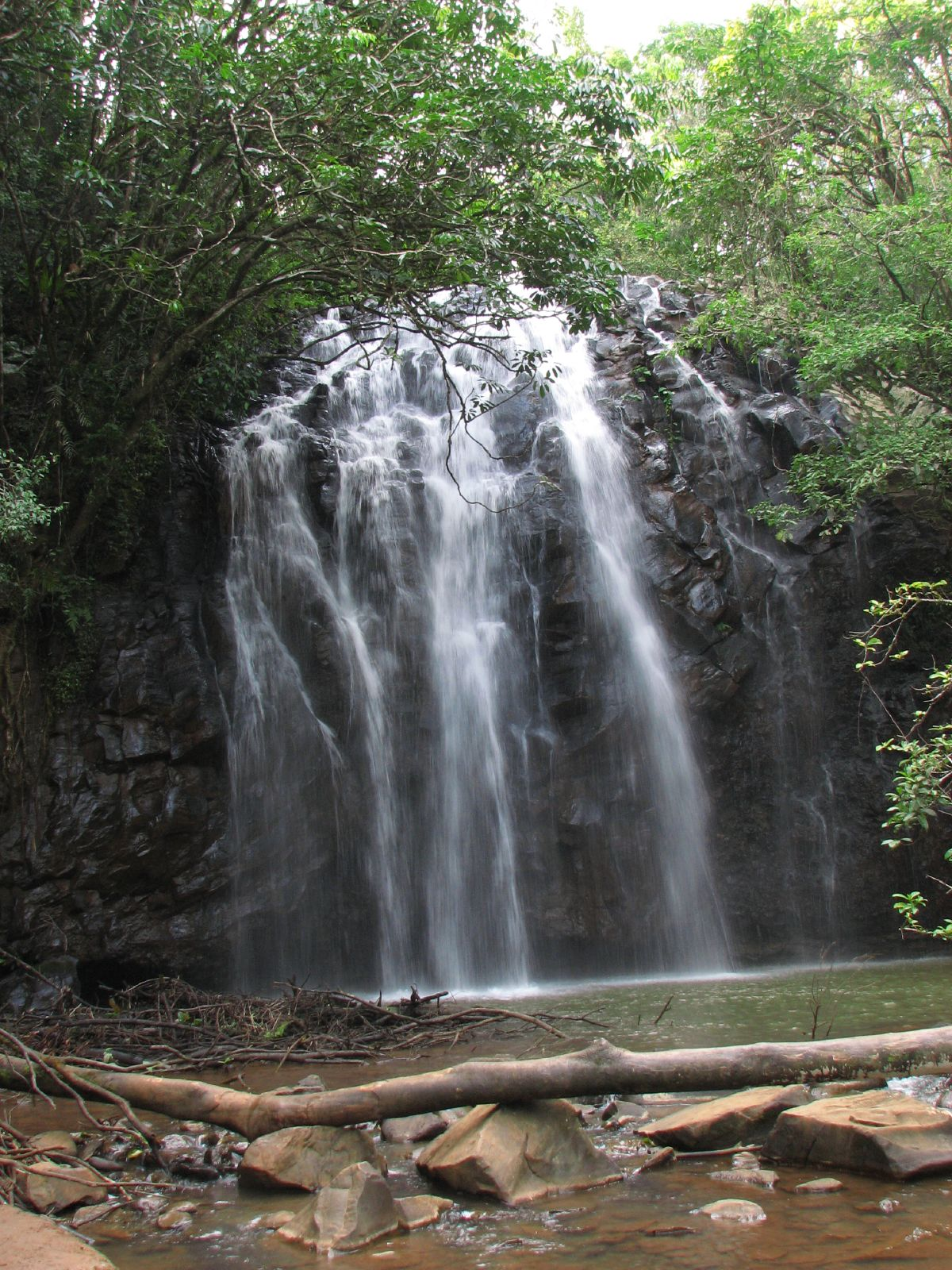
Горный водопад, плато Атертон